# Darmflora

Weergave van de darmflora

Darmmicrobiota of darmmicrobioom, vroeger darmflora genoemd, is het geheel van micro-organismen dat zich in het maag-darmstelsel bevindt. De naam darmflora is eigenlijk niet correct, aangezien het vooral om bacteriën gaat, terwijl de term flora gewoonlijk verwijst naar planten. Daarnaast gaat het niet alleen om bacteriën in de darm, maar ook bijvoorbeeld in de maag. 
Het geheel van microbieel leven in de darm wordt aangeduid met de Angelsaksische term darm-microbioom. Het darmmicrobioom is een voorbeeld van (meervoudige) mutualistische symbiose: samenwerking tussen twee soorten organismen waar beide voordeel van hebben. In dit geval betreft het de samenwerking(en) tussen een meercellig organisme (de gastheer) en de talrijke soorten micro-organismen die zich in het maag-darmstelsel van de gastheer bevinden.

## Menselijke darmflora
Het aantal bacteriën in het maag-darmkanaal varieert sterk. In de maag komen concentraties bacteriën voor van circa 1000 per ml maagsap, terwijl in het colon (dikke darm) bacteriën ongeveer de helft van het gewicht van de darminhoud uitmaken. Volgens oudere schattingen bestaat de darmflora van een volwassen mens uit 1014 bacteriën (dat is 100 biljoen - tien maal zoveel als het aantal menselijke cellen in een lichaam). Volgens nieuwere schattingen is dit aantal 3,8·1013 bacteriën (ongeveer evenveel als het aantal menselijke cellen in een lichaam), met een totaal gewicht van zo'n 0,2 kilogram. De ontlasting bestaat voor een groot deel uit dode darmbacteriën. Via onderzoek van deze ontlasting valt te bepalen welke darmbacteriën bij een bepaald persoon aanwezig zijn. De Simpson-index geeft hierbij de diversiteit aan.

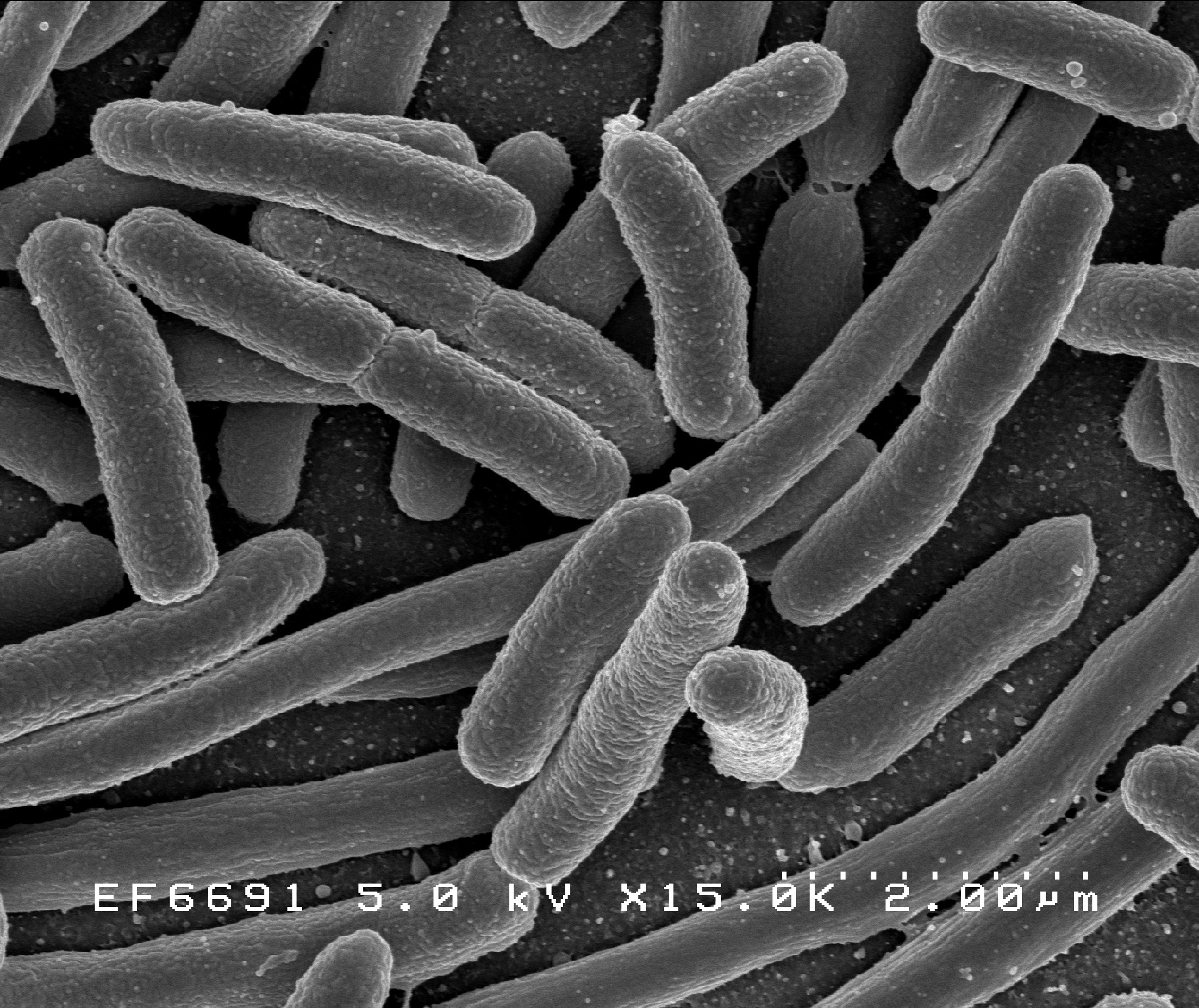
De darmbacterie Escherichia coli

Door microbiologisch onderzoek van het DNA op de maag-darmbacteriën is bepaald dat er ruim 1000 soorten kunnen voorkomen.
In menselijke darmen worden 100 tot 600 verschillende soorten bacteriën in diverse samenstellingen en aantallen gevonden. De meeste hiervan bevinden zich in de dikke darm. Hiervan is 99% strikt anaeroob (zonder zuurstof levend). Er komen vijf bacteriële stammen in de dikke darm voor: de Firmicutes, de Bacteroidetes, de Proteobacteria, de Actinobacteria en de Verrucomicrobia. De bekendste menselijke (dikke-)darmbacterie is Escherichia coli (de "coli-bacterie"). De darmflora ontwikkelt zich in de eerste levensdagen van de zuigeling; het microbioom blijft, uitgezonderd bij ziekte, vervolgens de rest van een mensenleven stabiel.

## Functie
Een belangrijke functie van de darmflora is de biologische afbraak van stoffen die niet door het systeem van de gastheer kunnen worden afgebroken, bijvoorbeeld kraakbeen en voedingsvezels. Een andere belangrijke functie is synthese van stoffen die fysiologisch van belang zijn voor de gastheer; een bekend voorbeeld is de synthese in de darmen van vitamine K1, die onmisbaar is voor de bloedstolling. Bij de geboorte van een baby zijn de darmen steriel; de darmflora van de baby wordt opgebouwd door bacteriën die aanwezig zijn in het ingenomen voedsel. Baby's kunnen door het ontbreken van een darmflora nog geen vitamine K produceren. Uit voorzorg krijgt elke pasgeborene daarom een intramusculaire spuit, of druppels met vitamine K. Het effect daarvan is niet onomstreden: een studie van dr. Jean Golding, uitgevoerd in het Institute of Child Health in Bristol, laat zien dat baby’s die vitamine K-injecties kregen in hun jeugd twee keer zo vaak kanker ontwikkelden als baby’s aan wie geen vitamine K werd toegediend (Brit Med J, 1992; 305: 341-46).
De syntheses van de darmflora hebben niet steeds een positief effect op de menselijke gezondheid. Zo is bekend dat proteolytische (eiwit-afbrekende) fermentaties in de dikke darm leiden tot de vorming van in aanleg carcinogene (kankerverwekkende) stoffen als ammoniak, indool, fenol. Bovendien onderbreken darmbacteriën het ontgiftingsproces van de lever door geconjugeerde groepen op afgevoerde contaminanten af te splitsen, een fenomeen bekend onder de naam enterohepatische cyclus. Op die manier worden toxische componenten terug in de bloedsomloop opgenomen.
De samenstelling van de darmflora is niet steeds dezelfde gedurende de levensloop. Baby's worden steriel geboren maar worden daarna via de moeder al snel besmet met bifidobacteriën, bacteriën waarvan geacht wordt dat ze een bevorderende invloed hebben op de menselijke gezondheid (net als bijvoorbeeld Lactobacillus-soorten).
Een belangrijke bron van bacteriën die de darm bevolken is voedsel, met name gefermenteerd voedsel. De immunoloog Eli Metsjnikov van het Pasteur Instituut in Parijs, en Henry Tissier, een Franse kinderarts, hebben in 1906 en 1907 studies gepubliceerd die de hypothese ondersteunden dat inname van bacteriën (via gefermenteerd voedsel) gunstige gezondheidseffecten kon hebben door beïnvloeding van de darmflora. In de tweede helft van de 20e eeuw is deze hypothese nader onderzocht en is de term probiotica geponeerd voor bacteriestammen met een aantoonbaar gunstig effect op de darmflora.